# Deschambault Lake
Deschambault Lake är en sjö i Kanada.   Den ligger i provinsen Saskatchewan, i den centrala delen av landet, 2 200 km väster om huvudstaden Ottawa. Deschambault Lake ligger 336 meter över havet.
I omgivningarna runt Deschambault Lake växer i huvudsak barrskog. Trakten runt Deschambault Lake är nära nog obefolkad, med mindre än två invånare per kvadratkilometer.